# Михайлівка (Білгород-Дністровський район)
Миха́йлівка — село Саратської селищної громади Білгород-Дністровського району Одеської області в Україні. Населення становить 2577 осіб.

## Історія
Станом на 1886 рік у селі Акмангитської волості Аккерманського повіту Бессарабської губернії, мешкало 1208 осіб, налічувалось 212 дворових господарств, існували православна церква та школа.
19 липня 2020 року, в результаті адміністративно-територіальної реформи і ліквідації Саратського району, село увійшло ло складу новоутвореного Білгород-Дністровського району.
У 2025 відбувся VIІ відкритий турнір з настільного тенісу, присвячений пам’яті Івана Іванова – колишнього сільського голови.

## Населення
Згідно з переписом УРСР 1989 року чисельність наявного населення села становила 2205 осіб, з яких 1055 чоловіків та 1150 жінок.
За переписом населення України 2001 року в селі мешкало 3134 осіб.

### Мова
Розподіл населення за рідною мовою за даними перепису 2001 року:
| Мова       | Відсоток |
| ---------- | -------- |
| українська | 87,33 %  |
| румунська  | 4,87 %   |
| російська  | 4,27 %   |
| болгарська | 2,48 %   |
| вірменська | 0,35 %   |
| гагаузька  | 0,30 %   |
| циганська  | 0,05 %   |
| інші       | 0,35 %   |